# Pristaulacus pseudoiosephi

Pristaulacus pseudoiosephi (лат.) — вид эваноидных наездников из семейства Aulacidae. Юго-Восточная Азия.

## Распространение
Китай, провинция Юньнань (Jinping, Mengla, 420 м) и Гуанси-Чжуанский автономный район (Longteng, Mt. Tianping, 740 м).

## Описание
Мелкие перепончатокрылые наездники, длина тела у самцов около 16,6 мм, длина переднего крыла 11,3 мм. Основная окраска тела чёрная (усики и ноги светлее, тёмно-коричневые). Переднеспинка с двумя антеро-вентральными зубцевидными выступами. Затылочный киль развит. Передние крылья без поперечной жилки 2r-m. Претарзальные коготки гребенчатые с несколькими зубцевидными выступами вдоль внутреннего края. Усики длинные 14-члениковые у обоих полов. Формула щупиков 6,4. Грудь с грубой скульптурой. Имеют необычное прикрепление брюшка высоко на проподеуме грудки.

## Систематика
От близких видов Pristaulacus pseudoiosephi отличается двумя зубцевидными выступами на пронотуме и полностью чёрным телом.
Вид был впервые описан в 2016 году китайскими энтомологами Х.Ченом (Hua-yan Chen), З.Сю (Zai-fu Xu; South China Agricultural University, Гуанчжоу, Китай) и итальянским гименоптерологом Джузеппе Ф. Турриси (Giuseppe Fabrizio Turrisi; University of Catania, San Gregorio di Catania, Италия).